# Mecyna subsequalis
Mecyna subsequalis là một loài bướm đêm trong họ Crambidae.